# Osvaldo Trigueiro do Vale
Oswaldo Trigueiro do Valle (Cruz do Espírito Santo, 10 de outubro de 1935 — 21 de dezembro de 2022) foi um professor e político brasileiro que foi prefeito de João Pessoa entre 1983 e 1986.

## Biografia
Filho de Demétrio Bezerra do Vale e Anna Trigueiro do Vale. Bacharel em Direito pela Universidade Federal da Paraíba (1960), instituição onde lecionou por quase trinta anos, com Mestrado em Administração (1967) pela Fundação Getúlio Vargas no Rio de Janeiro. Presidente do Instituto de Previdência do Estado da Paraíba (1961-1964) ao longo do governo Pedro Gondim, professor da Universidade Federal de Pernambuco, pesquisador do Conselho Nacional de Desenvolvimento Científico e Tecnológico e da Fundação Getúlio Vargas. Ingressou no PSB em 1956 e militou no partido até o Golpe Militar de 1964, quando voltou-se apenas ao meio acadêmico. Secretário de Administração (1979-1983) dos governadores Tarcísio Buriti e Clóvis Cavalcanti, filiou-se ao PDS e foi nomeado prefeito de João Pessoa (1983-1986) pelo governador Wilson Braga, sendo o último nessa condição até que houve eleições diretas para o cargo em 1985. Em 1986 foi eleito suplente de deputado federal exercendo o mandato em razão de uma licença do titular. Hoje, ano de 2011, continua com sua função principal no Centro Universitário de João Pessoa - UNIPÊ, como Coordenador do Curso de Bacharelado em Ciências Jurídicas do Direito.